# Coccophagus parlobatae
Coccophagus parlobatae is een vliesvleugelig insect uit de familie Aphelinidae. De wetenschappelijke naam is voor het eerst geldig gepubliceerd in 2007 door Hayat.